# Rally Islas Canarias 2011
Die Rally Islas Canarias 2011 war der zweite Lauf der Intercontinental Rally Challenge 2011. Die Rallye fand vom 14. bis 16. April 2011 auf der Insel Gran Canaria statt. Sie zählte außerdem zur spanischen Rallye-Meisterschaft.
Das Fahrerlager der Rallye befand sich in Las Palmas de Gran Canaria. Nach dem Shakedown am 14. April wurden am 15. April die ersten Wertungsprüfungen gefahren. Am ersten Rallyetag standen acht Prüfungen mit einer Länge von 116,81 Kilometern auf dem Programm, darunter auch zwei Nachtprüfungen am Tagesende. Eine davon musste allerdings aus Sicherheitsgründen abgesagt werden. Am zweiten Tag folgten vier Prüfungen mit einer Länge von 73,78 Kilometern. Insgesamt wurden elf Wertungsprüfungen mit einer Länge von 167,52 Kilometern auf asphaltierten Straßen ausgetragen. Zur Rallye traten 35 Starter der IRC und 41 der spanischen Meisterschaft an.
Nach der ersten Wertungsprüfung führte kurzzeitig Guy Wilks. Anschließend fuhr Jan Kopecký mehrere Bestzeiten und übernahm die Führung, die er bis zum Ende des ersten Tages behielt. Der Vorsprung auf seine Verfolger Freddy Loix, Thierry Neuville und Juho Hänninen lag allerdings nur im Bereich weniger Sekunden. Am zweiten Tag übernahm Neuville die Führung, bis er sie schon in der nächsten Prüfung an Hänninen verlor. Daraufhin ereignete sich ein enger Zweikampf zwischen den Škoda-Piloten Kopecký und Hänninen um den Gesamtsieg, den Hänninen knapp mit 1,5 Sekunden Vorsprung für sich entschied. Neuville wurde mit 8,2 Sekunden Rückstand Dritter.
In der Wertung der spanischen Meisterschaft siegte Miguel Fuster vor Bruno Magalhães und Xavier Pons.

## Ergebnisse der IRC

### Gesamtwertung
| Pos. | Fahrer             | Beifahrer         | Fahrzeug                | Gesamtzeit | Rückstand | Punkte |
| ---- | ------------------ | ----------------- | ----------------------- | ---------- | --------- | ------ |
| 1    | Juho Hänninen      | Mikko Markkula    | Škoda Fabia S2000       | 1:40:38,1  |           | 25     |
| 2    | Jan Kopecký        | Petr Starý        | Škoda Fabia S2000       | 1:40:39,6  | 1,5       | 18     |
| 3    | Thierry Neuville   | Nicolas Gilsoul   | Peugeot 207 S2000       | 1:40:46,3  | 8,2       | 15     |
| 4    | Freddy Loix        | Frédéric Miclotte | Škoda Fabia S2000       | 1:40:54,8  | 16,7      | 12     |
| 5    | Guy Wilks          | Phil Pugh         | Peugeot 207 S2000       | 1:41:26,4  | 48,3      | 10     |
| 6    | Andreas Mikkelsen  | Ola Fløene        | Škoda Fabia S2000       | 1:41:33,7  | 55,6      | 8      |
| 7    | Bryan Bouffier     | Xavier Panseri    | Peugeot 207 S2000       | 1:41:38,7  | 1:00,6    | 6      |
| 8    | Bruno Magalhães    | Paulo Grave       | Peugeot 207 S2000       | 1:42:27,9  | 1:49,8    | 4      |
| 9    | Giandomenico Basso | Mitia Dotta       | Proton Satria Neo S2000 | 1:43:15,9  | 2:37,8    | 2      |
| 10   | Toni Gardemeister  | Tapio Suominen    | Škoda Fabia S2000       | 1:43:16,3  | 2:38,2    | 1      |

### Wertungsprüfungen
| Tag              | WP   | Uhrzeit | Name           | Länge    | Sieger                       | Zeit                     | Geschw.                  | Gesamtführender  |
| ---------------- | ---- | ------- | -------------- | -------- | ---------------------------- | ------------------------ | ------------------------ | ---------------- |
| Tag 1 (15. Apr.) | SS1  | 13:48   | Gran Canaria 1 | 1,50 km  | Guy Wilks                    | 1:23,2                   | 64,90 km/h               | Guy Wilks        |
| Tag 1 (15. Apr.) | SS2  | 14:11   | Santa Lucía 1  | 24,57 km | Jan Kopecký                  | 14:08,4                  | 104,26 km/h              | Jan Kopecký      |
| Tag 1 (15. Apr.) | SS3  | 15:04   | Ingenio 1      | 14,19 km | Guy Wilks                    | 8:20,8                   | 102,00 km/h              | Jan Kopecký      |
| Tag 1 (15. Apr.) | SS4  | 17:22   | Gran Canaria 2 | 1,50 km  | Jan Kopecký Thierry Neuville | 1:22,9                   | 65,14 km/h               | Jan Kopecký      |
| Tag 1 (15. Apr.) | SS5  | 17:45   | Santa Lucía 2  | 24,57 km | Jan Kopecký                  | 13:59,9                  | 105,31 km/h              | Jan Kopecký      |
| Tag 1 (15. Apr.) | SS6  | 18:38   | Ingenio 2      | 14,19 km | Juho Hänninen                | 8:18,1                   | 102,56 km/h              | Jan Kopecký      |
| Tag 1 (15. Apr.) | SS7  | 22:16   | Valleseco      | 13,22 km | Jan Kopecký                  | 8:18,4                   | 95,49 km/h               | Jan Kopecký      |
| Tag 1 (15. Apr.) | SS8  | 22:49   | Tejeda         | 23,07 km | Wertungsprüfung abgesagt     | Wertungsprüfung abgesagt | Wertungsprüfung abgesagt | Jan Kopecký      |
| Tag 2 (16. Apr.) | SS9  | 08:35   | San Mateo 1    | 23,42 km | Juho Hänninen                | 13:53,8                  | 101,12 km/h              | Thierry Neuville |
| Tag 2 (16. Apr.) | SS10 | 09:22   | Artenara 1     | 13,47 km | Juho Hänninen                | 8:24,6                   | 96,10 km/h               | Juho Hänninen    |
| Tag 2 (16. Apr.) | SS11 | 12:06   | San Mateo 2    | 23,42 km | Juho Hänninen                | 13:49,5                  | 101,64 km/h              | Juho Hänninen    |
| Tag 2 (16. Apr.) | SS12 | 12:53   | Artenara 2     | 13,47 km | Jan Kopecký                  | 8:22,9                   | 96,42 km/h               | Juho Hänninen    |

## Ergebnisse der spanischen Meisterschaft

### Gesamtwertung
| Pos. | Fahrer           | Beifahrer        | Fahrzeug              | Gesamtzeit | Rückstand |
| ---- | ---------------- | ---------------- | --------------------- | ---------- | --------- |
| 1    | Miguel Fuster    | Ignacio Aviño    | Porsche 911 GT3       | 1:41:37,0  |           |
| 2    | Bruno Magalhães  | Paulo Grave      | Peugeot 207 S2000     | 1:42:27,9  | 50,9      |
| 3    | Xavier Pons      | Alex Haro        | Ford Fiesta S2000     | 1:42:48,2  | 1:11,2    |
| 4    | Alfonso Viera    | Victor Perez     | Porsche 911 GT3       | 1:43:38,2  | 2:01,2    |
| 5    | Sergio Vallejo   | Ramon Lopez      | Lotus Exige           | 1:44:11,2  | 2:34,2    |
| 6    | Alberto Hevia    | Alberto Iglesias | Škoda Fabia S2000     | 1:44:13,5  | 2:36,5    |
| 7    | Joan Vinyes      | Jordi Mercader   | Suzuki Swift S1600    | 1:46:12,1  | 4:35,1    |
| 8    | Gorka Antxustegi | Gabriel Suarez   | Suzuki Swift S1600    | 1:47:45,0  | 6:08,0    |
| 9    | Jonathan Perez   | Enrique Velasco  | Peugeot 207 S2000     | 1:48:10,5  | 6:33,5    |
| 10   | Angel Marrero    | Victor Marrero   | Honda Civic Type R R3 | 1:48:36,0  | 6:59,0    |